# Romersk kung

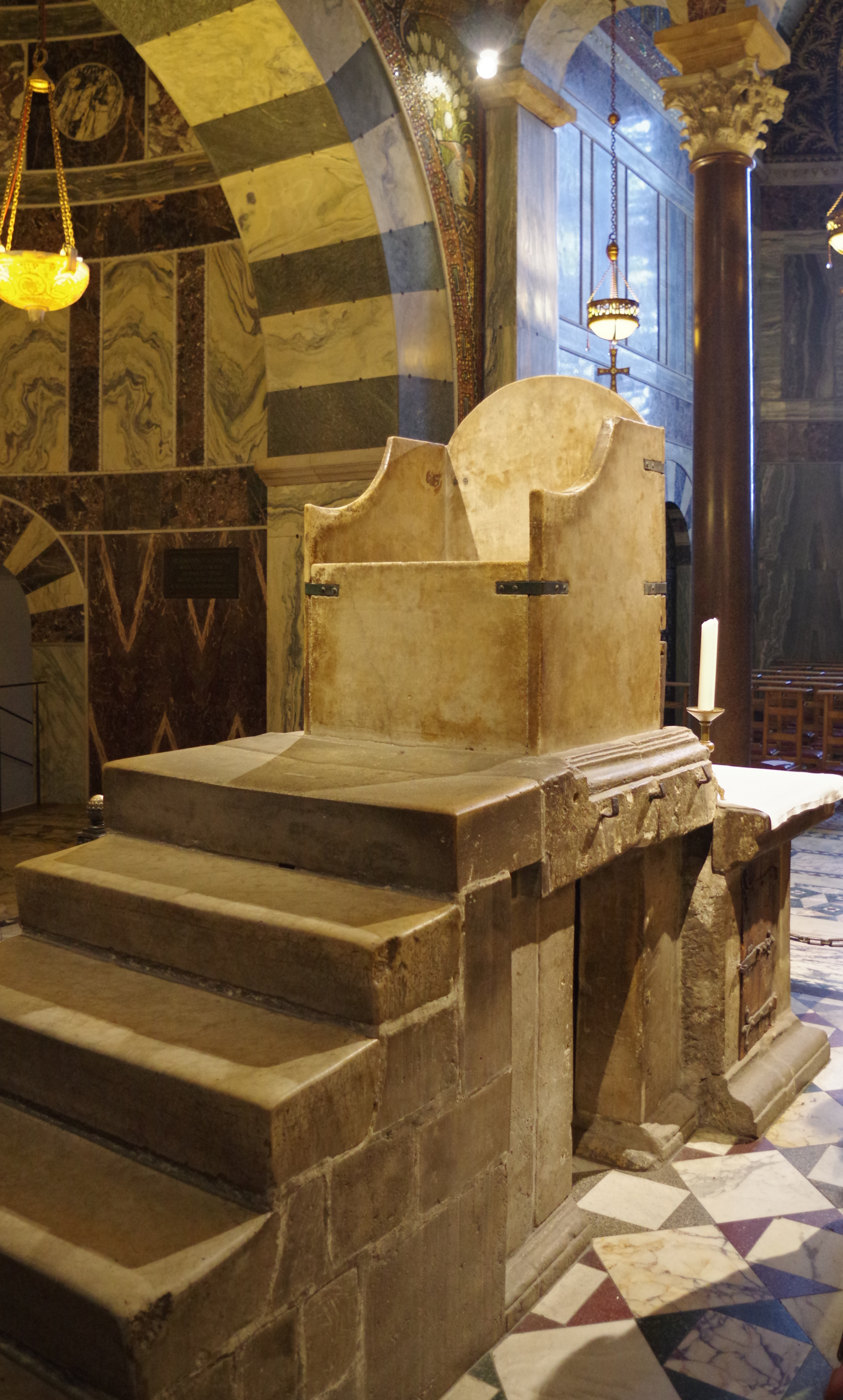
Karl den stores kungatron i Aachens domkyrka.

Romersk kung (tyska: Römischer König; latin: Rex Romanorum), även romarnas konung, kallades under medeltiden den som valts till härskare eller medregent till härskare av Tysk-romerska riket. Titeln var i sig ett anspråk titeln tysk-romersk kejsare, en titel av högsta världslig värdighet och även viss religiös betydelse. Endast efter att i Rom ha blivit krönt av påven fick den valda romerska kungen bära titeln "romersk kejsare". 
I en del sentida litteratur används tysk-romersk kung eller kung av Tyskland synonymt med romersk kung.
Efter den kejserliga kröningen kunde titeln utökas med semper Augustus ("alltid majestätisk", "alltid växande"; Augustus kommer av latinets augere, "att växa") vilket antyder plikten att bevara de kungliga privilegierna (till skillnad från vad som hände i Italien) och utöka imperiets gränser (i synnerhet i väst).

## Historia

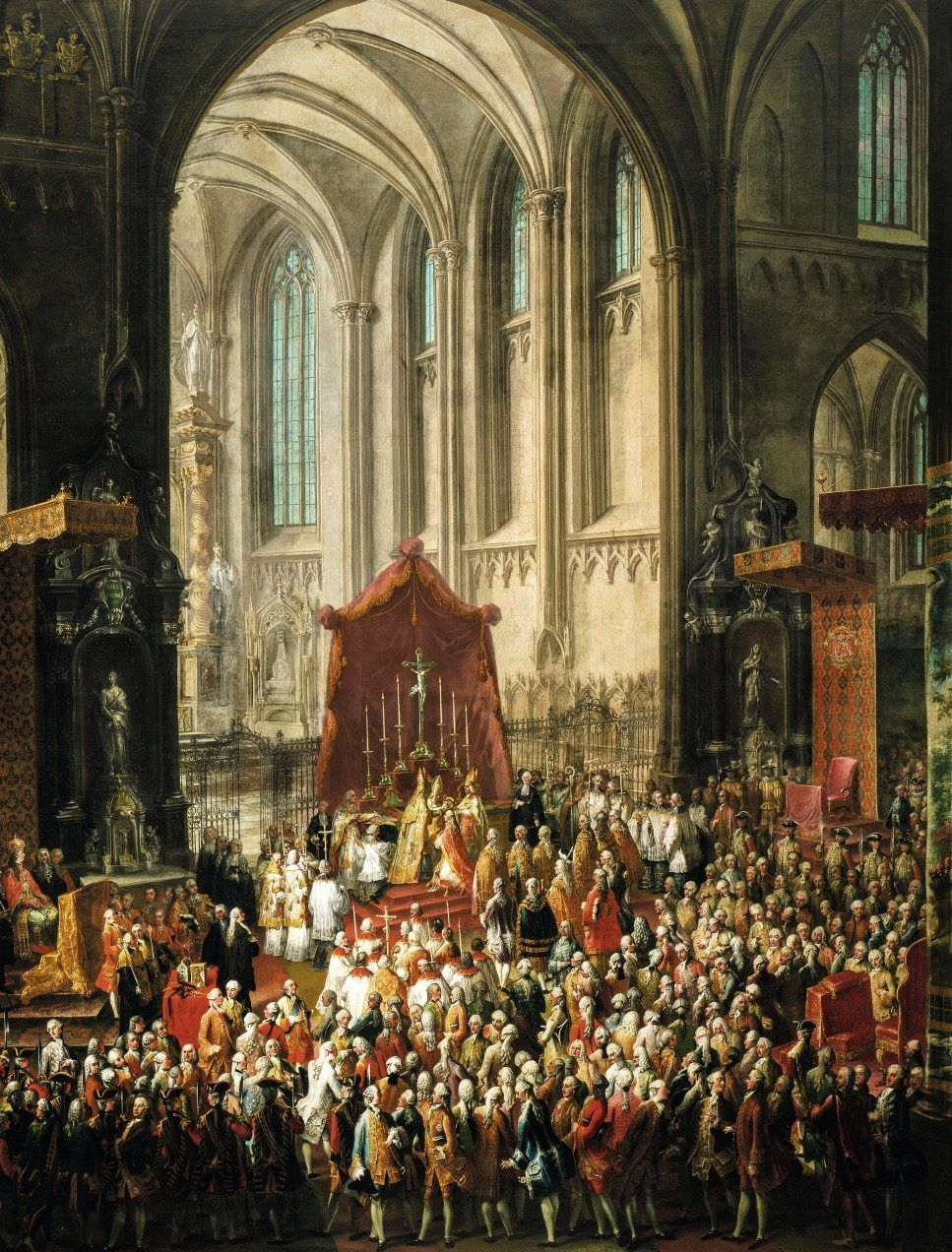
Kröningen av ärkehertig Josef (II) som tysk-romersk kung i Kaiserdom St. Bartholomäus, 3 april 1764. Målning av Martin Mijtens den yngre.

### Bakgrund
Först kring 1000-talet började Östfrankiska riket kallas Kungariket Tyskland i samtida källor. Vid valet av Henrik IV till rikets härskare fick han titeln romersk kung för att markera ensamrätten att krönas till kejsare av påven. Under den pågående investiturstriden kallade Gregorius VII honom istället tysk kung (latin: Teutonicorum Rex) för att markera att anspråken var begränsade till de tyska länderna och inte täckte hela riket. Konflikten fortsatte och Henrik IV insisterade på att tituleras romersk kung ända till han kröntes av motpåven Clemens III år 1084. Det lade grunden till traditionen att tituleras romersk kung efter kungavalet och tituleras romersk kejsare efter kröningen.

### Medeltiden
Processen för kungaval var fram till 1300-talet oklar och gav upphov till flera tronföljdsdispyter, men i och med 1356 års gyllene bulla fastslogs röstordningen och permanent rösträtt gavs till sju riksfurstar som innehade de förnämsta ämbetena i riket, kurfurstarna. Efter ett kungaval höll ärkebiskopen av Köln en symbolisk kröning i Aachens domkyrka.

### Senare användning
År 1508 tilläts den valde kungen Maximilian I av påve Julius II att anta titeln "vald romersk kejsare" (latin: Electus Romanorum Imperator) utan att personligen bege sig till Rom för att krönas vilket lade grunden till ett avskaffande av kröningsceremonin i Rom helt och hållet. Därmed blev "romersk kung" istället titel på den redan under kejsarens livstid valde efterträdaren som antog kejsartiteln direkt vid succession.

## Annan användning
Romarnas kung var också den titel som frankerna gav Syagrius, en romersk magister militum (militär befälhavare) i Gallien under 400-talets andra hälft. Titeln "kung av Rom" erhöll kejsar Napoleon I:s son vid sin födelse (1811).